# Margarya bicostata
Margarya bicostata là một loài ốc nước ngọt trong họ Viviparidae.